# 海姆韦勒
海姆韦勒是德国莱茵兰-普法尔茨州的一个市镇。总面积9.07平方公里，总人口433人，其中男性220人，女性213人（2011年12月31日），人口密度48人/平方公里。